# Rhyton

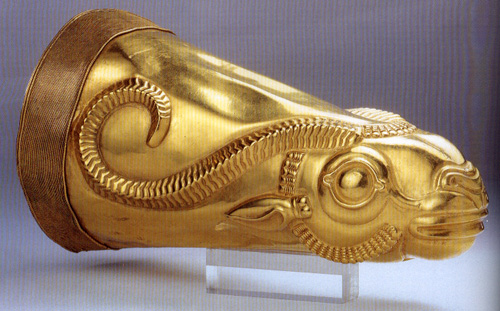
Rhyton av guld från akemenidernas Iran. Utgrävd i Ekbatana. Förvaras i Irans Nationalmuseum.

Rhyton (grekiska ῥυτόν) är en grekisk term för ett konformat dryckeskärl, ofta konstrikt arbetat för att likna ett djurhuvud. 
Rhytonen härstammar från Iran och blev på mode i Aten efter akemenidernas erövring av Jonien. 
- Wikimedia Commons har media som rör Rhyton.